# Coupe du monde de combiné nordique 1988-1989
Navigation
1987–1988 1989–1990
| \| Saalfelden Oberwiesenthal Schonach Reit im Winkl Breitenwang Falun Oslo \| Les sites des compétitions en Europe. |
| Saalfelden Oberwiesenthal Schonach Reit im Winkl Breitenwang Falun Oslo                                             |

| \| Lake placid Thunder Bay \| Les sites des compétitions en Amérique du nord. |
| Lake placid Thunder Bay                                                       |

La Coupe du monde de combiné nordique 1989 :

## Classement final
| Rang | Nom                 | Pays               | Points |
| ---- | ------------------- | ------------------ | ------ |
| 1    | Trond-Arne Bredesen | Norvège            | 119    |
| 2    | Klaus Sulzenbacher  | Autriche           | 109    |
| 3    | Hippolyt Kempf      | Suisse             | 94     |
| 4    | Bård Jørgen Elden   | Norvège            | 89     |
| 5    | Knut Tore Apeland   | Norvège            | 83     |
| 6    | Trond Einar Elden   | Norvège            | 77     |
| 7    | Allar Levandi       | Union soviétique   | 52     |
| 8    | Andreï Doundoukov   | Union soviétique   | 48     |
| 9    | Fabrice Guy         | France             | 47     |
| 10   | Thomas Abratis      | Allemagne de l'Est | 46     |

## Calendrier
| Étape                                               | Date             | Épreuve                             | Vainqueur           | Deuxième            | Troisième           |
| Saalfelden                                          |                  |                                     |                     |                     |                     |
| 1.                                                  | 17 décembre 1988 | Gundersen individuel – K85 / 15 km  | Trond-Arne Bredesen | Bård Jørgen Elden   | Geir Andersen       |
| Oberwiesenthal                                      |                  |                                     |                     |                     |                     |
| 2.                                                  | 29 décembre 1988 | Gundersen individuel – K90 / 15 km  | Knut Tore Apeland   | Klaus Ofner         | František Repka     |
| Schonach (Coupe de la Forêt-noire)                  |                  |                                     |                     |                     |                     |
| 3.                                                  | 7 janvier 1989   | Gundersen individuel – K90 / 15 km  | Hippolyt Kempf      | Andrej Dundukov     | Trond Einar Elden   |
| Reit im Winkl                                       |                  |                                     |                     |                     |                     |
| 4.                                                  | 14 janvier 1989  | Gundersen individuel – K90 / 15 km  | Trond-Arne Bredesen | Hippolyt Kempf      | Klaus Sulzenbacher  |
| Breitenwang                                         |                  |                                     |                     |                     |                     |
| 5.                                                  | 21 janvier 1989  | Gundersen individuel – K75 / 15 km  | Bård Jørgen Elden   | Stanisław Ustupski  | Klaus Sulzenbacher  |
|                                                     |                  |                                     |                     |                     |                     |
| Lahti Championnats du monde (17 au 26 février 1989) |                  |                                     |                     |                     |                     |
|                                                     |                  |                                     |                     |                     |                     |
| Oslo                                                |                  |                                     |                     |                     |                     |
| 6.                                                  | 3 mars 1989      | Gundersen individuel – K105 / 15 km | Trond Einar Elden   | Trond-Arne Bredesen | Knut Tore Apeland   |
| Falun                                               |                  |                                     |                     |                     |                     |
| 7.                                                  | 11 mars 1989     | Gundersen individuel – K89 / 15 km  | Trond Einar Elden   | Thomas Abratis      | Allar Levandi       |
| Lake Placid                                         |                  |                                     |                     |                     |                     |
| 8.                                                  | 18 mars 1989     | Gundersen individuel – K86 / 15 km  | Trond-Arne Bredesen | Klaus Sulzenbacher  | Fabrice Guy         |
| Thunder Bay                                         |                  |                                     |                     |                     |                     |
| 9.                                                  | 25 mars 1989     | Gundersen individuel – K89 / 15 km  | Hippolyt Kempf      | Xavier Girard       | Trond-Arne Bredesen |